# Ctenolita anacompa
Ctenolita anacompa är en fjärilsart som beskrevs av Karsch 1896. Ctenolita anacompa ingår i släktet Ctenolita och familjen snigelspinnare. Inga underarter finns listade i Catalogue of Life.